# Koninklijke Fanfare Sint-Cecilia Booischot
De Koninklijke Fanfare Sint-Cecilia Booischot is een fanfareorkest uit Booischot, nu deelgemeente van Heist-op-den-Berg, dat werd opgericht in 1864.

## Geschiedenis
Na de oprichting in 1864 was de heer Felix Bax voor de instrumenten verantwoordelijk en als eerste dirigent koos men Frans Verschueren. Na 1925 groeide de fanfare onder leiding van beroepsmusici als Jules Etienne, Jef Maes en Karel De Schrijver als dirigenten uit.  
In 1939 bestond de fanfare 75 jaar en werd door koning Leopold III het predicaat Koninklijk verleend. 
Op internationale wedstrijden werden talrijke eerste en ereprijzen behaald. Door geringere belangstelling van de jeugd zakte het peil na 1980. Na meer dan een decennium van onderbreking nam de fanfare in 1992 weer deel aan wedstrijden. In 1993 werd de fanfare tijdens het provinciaal toernooi van de Fedekam Vlaanderen te Merksem provinciaal kampioen in de derde afdeling. In 1995 speelde men in de tweede afdeling op het provinciaal toernooi van de Fedekam Vlaanderen en werd opnieuw provinciaal kampioen. 
Tijdens het toernooi van de Fedekam Vlaanderen in 1996 speelde de fanfare in de eerste afdeling en werd wederom provinciaal kampioen.

## Dirigenten
- 1864-? Frans Verschueren
- Jules Etienne
- Jef Maes
- 1955-1960 Karel De Schrijver
- Raymond Moreels
- Hubert Van Vaeck
- Paul Verheyen
- Ronny Roofthooft
- Heden Bert Vanderhoeft